# Bett1 Open 2023 - Qualificazioni singolare
Le qualificazioni del singolare del Bett1 Open 2023 sono un torneo di tennis preliminare per accedere alla fase finale della manifestazione. Le vincitrici dell'ultimo turno entreranno di diritto nel tabellone principale. In caso di ritiro di una o più giocatrici aventi diritto a queste sono subentrate le Lucky loser, ossia le giocatrici che perderanno nell'ultimo turno ma che avevano una classifica più alta rispetto alle altre partecipanti che avevano comunque perso nel turno finale.

## Teste di serie
1. Peyton Stearns (ultimo turno)
2. Wang Xinyu (qualificata)
3. Elina Avanesjan (ultimo turno, lucky loser)
4. Katie Volynets (primo turno)
5. Kimberly Birrell (primo turno)
6. Jule Niemeier (qualificata)

1. Greet Minnen (ultimo turno)
2. Polina Kudermetova (qualificata)
3. Laura Siegemund (qualificata)
4. Carol Zhao (primo turno)
5. Nigina Abduraimova (primo turno)
6. Jaimee Fourlis (qualificata)

## Qualificate
1. Jaimee Fourlis
2. Wang Xinyu
3. Laura Siegemund

1. Polina Kudermetova
2. Vera Zvonarëva
3. Jule Niemeier

## Lucky loser
1. Elina Avanesjan

## Tabellone

### Legenda
| - Q = Qualificato - WC = Wild card - LL = Lucky loser | - ALT = Alternate - SE = Special Exempt - PR = Protected Ranking | - w/o = Walkover - r = Ritirato - d = Squalificato |

### Sezione 1
|  | Primo turno | Primo turno      | Primo turno    | Primo turno | Primo turno |  |  | Ultimo turno | Ultimo turno   | Ultimo turno | Ultimo turno | Ultimo turno |  |
|  |             |                  |                |             |             |  |  |              |                |              |              |              |  |
|  | 1           | Peyton Stearns   | 7              | 1           | 6           |  |  |              |                |              |              |              |  |
|  |             | Marija Timofeeva | 65             | 6           | 3           |  |  | 1            | Peyton Stearns | 4            | 6            | 4            |  |
|  | WC          | Mara Guth        | Mara Guth      | 2           | 4           |  |  | 12           | Jaimee Fourlis | 6            | 2            | 6            |  |
|  | 12          | Jaimee Fourlis   | Jaimee Fourlis | 6           | 6           |  |  |              |                |              |              |              |  |

### Sezione 2
|  | Primo turno | Primo turno     | Primo turno     | Primo turno | Primo turno |  |  | Ultimo turno | Ultimo turno    | Ultimo turno    | Ultimo turno | Ultimo turno |  |
|  |             |                 |                 |             |             |  |  |              |                 |                 |              |              |  |
|  | 2           | Wang Xinyu      | Wang Xinyu      | 6           | 6           |  |  |              |                 |                 |              |              |  |
|  | WC          | Taylah Preston  | Taylah Preston  | 1           | 2           |  |  | 2            | Wang Xinyu      | Wang Xinyu      | 6            | 6            |  |
|  |             | Coco Vandeweghe | Coco Vandeweghe | 6           | 6           |  |  |              | Coco Vandeweghe | Coco Vandeweghe | 4            | 4            |  |
|  | 10          | Carol Zhao      | Carol Zhao      | 3           | 1           |  |  |              |                 |                 |              |              |  |

### Sezione 3
|  | Primo turno | Primo turno       | Primo turno       | Primo turno | Primo turno |  |  | Ultimo turno | Ultimo turno    | Ultimo turno    | Ultimo turno | Ultimo turno |  |
|  |             |                   |                   |             |             |  |  |              |                 |                 |              |              |  |
|  | 3           | Elina Avanesjan   | Elina Avanesjan   | 6           | 6           |  |  |              |                 |                 |              |              |  |
|  | PR          | Sesil Karatančeva | Sesil Karatančeva | 1           | 3           |  |  | 3            | Elina Avanesjan | Elina Avanesjan | 5            | 2            |  |
|  | WC          | Ella Seidel       | Ella Seidel       | 4           | 3           |  |  | 9            | Laura Siegemund | Laura Siegemund | 7            | 6            |  |
|  | 9           | Laura Siegemund   | Laura Siegemund   | 6           | 6           |  |  |              |                 |                 |              |              |  |

### Sezione 4
|  | Primo turno | Primo turno        | Primo turno        | Primo turno | Primo turno |  |  | Ultimo turno | Ultimo turno       | Ultimo turno | Ultimo turno | Ultimo turno |  |
|  |             |                    |                    |             |             |  |  |              |                    |              |              |              |  |
|  | 4           | Katie Volynets     | Katie Volynets     | 3           | 4           |  |  |              |                    |              |              |              |  |
|  |             | Susan Bandecchi    | Susan Bandecchi    | 6           | 6           |  |  |              | Susan Bandecchi    | 7            | 2            | 4            |  |
|  | WC          | Lena Papadakis     | Lena Papadakis     | 4           | 0           |  |  | 8            | Polina Kudermetova | 5            | 6            | 6            |  |
|  | 8           | Polina Kudermetova | Polina Kudermetova | 6           | 6           |  |  |              |                    |              |              |              |  |

### Sezione 5
|  | Primo turno | Primo turno        | Primo turno | Primo turno | Primo turno |  |  | Ultimo turno | Ultimo turno     | Ultimo turno | Ultimo turno | Ultimo turno |  |
|  |             |                    |             |             |             |  |  |              |                  |              |              |              |  |
|  | 5           | Kimberly Birrell   | 5           | 6           | 4           |  |  |              |                  |              |              |              |  |
|  | PR          | Eugenie Bouchard   | 7           | 3           | 6           |  |  | PR           | Eugenie Bouchard | 3            | 7            | 3            |  |
|  | PR          | Vera Zvonarëva     | 6           | 1           | 6           |  |  | PR           | Vera Zvonarëva   | 6            | 5            | 6            |  |
|  | 11          | Nigina Abduraimova | 2           | 6           | 2           |  |  |              |                  |              |              |              |  |

### Sezione 6
|  | Primo turno | Primo turno       | Primo turno       | Primo turno | Primo turno |  |  | Ultimo turno | Ultimo turno  | Ultimo turno | Ultimo turno | Ultimo turno |  |
|  |             |                   |                   |             |             |  |  |              |               |              |              |              |  |
|  | 6           | Jule Niemeier     | 4                 | 6           | 6           |  |  |              |               |              |              |              |  |
|  |             | Noma Noha Akugue  | 6                 | 2           | 3           |  |  | 6            | Jule Niemeier | 7            | 3            | 6            |  |
|  |             | Marina Mel'nikova | Marina Mel'nikova | 4           | 2           |  |  | 7            | Greet Minnen  | 62           | 6            | 2            |  |
|  | 7           | Greet Minnen      | Greet Minnen      | 6           | 6           |  |  |              |               |              |              |              |  |